# Relais 4 × 100 mètres masculin aux championnats du monde d'athlétisme 1991
Navigation
Rome 1987 Stuttgart 1993
L'épreuve du relais 4 × 100 mètres masculin des championnats du monde d'athlétisme 1991 s'est déroulée les 31 août et 1er septembre 1991 dans le Stade olympique national de Tokyo, au Japon. Elle est remportée par l'équipe des États-Unis (Andre Cason, Leroy Burrell, Dennis Mitchell et Carl Lewis) qui établit un nouveau record du monde en 37 s 50.

## Résultats

### Finale
| Rang               | Pays             | Athlètes                                                             | Temps   | Notes |
| ------------------ | ---------------- | -------------------------------------------------------------------- | ------- | ----- |
| Médaille d'or      | États-Unis       | Andre Cason Leroy Burrell Dennis Mitchell Carl Lewis                 | 37 s 50 | WR    |
| Médaille d'argent  | France           | Max Morinière Daniel Sangouma Jean-Charles Trouabal Bruno Marie-Rose | 37 s 87 |       |
| Médaille de bronze | Royaume-Uni      | Tony Jarrett John Regis Darren Braithwaite Linford Christie          | 38 s 09 |       |
| 4                  | Nigeria          | George Ogbeide Olapade Adeniken Victor Omagbemi Davidson Ezinwa      | 38 s 43 | AR    |
| 5                  | Italie           | Mario Longo Ezio Madonia Sandro Floris Stefano Tilli                 | 38 s 52 |       |
| 6                  | Jamaïque         | Dennis Mowatt Raymond Stewart Michael Green John Mair                | 38 s 67 |       |
| 7                  | Union soviétique | Viktor Bryzgin Aleksandr Sokolov Oleh Kramarenko Vitaliy Savin       | 38 s 68 |       |
| 8                  | Canada           | Ben Johnson Mike Dwyer Cyprian Enweani Peter Ogilvie                 | 39 s 51 |       |

## Légende
Records et Performances
- AR : Record continental (area record)
- CR : Record des championnats (championship record)
- MR : Record du meeting (meet record)
- NR : Record national (national record)
- OR : Record olympique (olympic record)
- PR : Record paralympique (paralympic record)
- PB : Record personnel (personal best)
- SB : Meilleure performance personnelle de la saison (season's best)
- WL : Meilleure performance mondiale de l'année (world leader)
- WJR : Record du monde junior (world junior record)
- WR : Record du monde (world record)

Circonstances et Conditions
- DNF : N'a pas terminé (did not finish)
- DNS : N'a pas pris le départ (did not start)
- DQ : Disqualification (disqualification)
- NM : Aucun essai valable enregistré (No Mark)
- Q : Qualifié « directement » au prochain tour (ou à la prochaine compétition), lors d'une compétition majeure, grâce au classement ou à la réalisation des minima (automatic qualifier)
- q : Qualifié au prochain tour (ou à la prochaine compétition), lors d'une compétition majeure, grâce au repêchage ou à la réalisation de l'une des meilleures performances parmi celles des « non qualifiés directement » (grâce au meilleur temps ou à la meilleure distance par exemple) (secondary qualifier)